# WWE SmackDown! Here Comes the Pain
WWE SmackDown! Here Comes the Pain  (conocido como Exciting Pro Wrestling 5  en Japón) es un videojuego lanzado para la consola PlayStation 2 por THQ el 27 de octubre de 2003. Es la secuela de WWE SmackDown! Shut Your Mouth y es parte de la serie WWE SmackDown vs. Raw basado en el programa de TV semanal de la World Wrestling Entertainment del mismo nombre. Fue el último juego de la WWE bajo el nombre de SmackDown y fue sucedido por WWE SmackDown! vs. Raw.

## Características
El juego presenta un sistema de agarre más tradicional, manteniendo el juego rápido de la serie. En este nuevo sistema de agarre también se incluye un medidor de daño corporal, escalas para cada personaje, que consisten en fuerza, resistencia y velocidad, y los medidores de rendición tanto para la persona que está aplicando el movimiento como para la persona que está intentando librarse.
Además, el juego dejó fuera la característica de comentarios de audio que fue utilizado en sus predecesores WWE SmackDown! Just Bring It y WWE SmackDown! Shut Your Mouth.

## Plantel
Éste sería el último juego de SmackDown! que contaría con Brock Lesnar (hasta WWE12) como personaje jugable, el primero (y el único) en el cual salen Goldberg (hasta WWE2K14 y 2k17), en un juego de WWE,  y el primer juego de la serie SmackDown! en contar con John Cena, Batista y Rey Mysterio como personajes jugables. Este también marcó la última vez que "Stone Cold" Steve Austin y The Rock(hasta WWE12) aparecieron como no-leyendas, así como ser el primer y único juego de la serie en mostrar el tatuaje nuevo de The Rock.

## Roster
| - RAW: - Batista - Booker T - Bubba Ray Dudley - Chris Jericho - Christian - D-Von Dudley - Eric Bischoff - Goldberg - Goldust - Jazz - Kane - Kevin Nash - Lance Storm - Lita - Randy Orton - Ric Flair - Rico - Rob Van Dam - Rodney Mack - Scott Steiner - Shawn Michaels - Stacy Keibler - Steven Richards - "Stone Cold" Steve Austin - Test - The Hurricane - The Rock - Triple H - Trish Stratus - Val Venis - Victoria | - SmackDown!: - A-Train - Brock Lesnar - Charlie Haas - Chavo Guerrero - Chris Benoit - Eddie Guerrero - Edge - John Cena - Kurt Angle - Matt Hardy - Mr. McMahon - Rey Mysterio - Rhyno - Rikishi - Sable - Sean O'Haire - Shelton Benjamin - Stephanie McMahon - Tajiri - The Big Show - Torrie Wilson - Último Dragon - The Undertaker | - Leyendas: - Animal - George Steele - Hillbilly Jim - Hawk - Jimmy Snuka - Nikolai Volkoff - "Rowdy" Roddy Piper - Sgt. Slaughter - Ted DiBiase - The Iron Sheik - The Undertaker (Old-School) |

## Campeonatos
| Campeonato                        | Campeón                         | Marca     |
| --------------------------------- | ------------------------------- | --------- |
| World Heavyweight Championship    | Triple H                        | RAW       |
| WWE Championship                  | Kurt Angle                      | SmackDown |
| WWE Intercontinental Championship | Christian                       | RAW       |
| WWE United States Championship    | Eddie Guerrero                  | SmackDown |
| WWE Tag Team Championship         | Charlie Haas & Shelton Benjamin | SmackDown |
| WWE World Tag Team Championship   | Bubba Ray Dudley & D-Von Dudley | RAW       |
| WWE Women's Championship          | Jazz                            | RAW       |
| WWE Cruiserweight Championship    | Rey Mysterio                    | SmackDown |
| WWE Hardcore Championship         | Rob Van Dam                     | RAW       |

## Recepción
WWE SmackDown! Here Comes the Pain ha vendido 1.585 millones de copias en todo el mundo.[cita requerida] IGN le dio una calificación al juego de 9.1/10, llamando a este mismo el mejor juego de lucha libre desde WWF No Mercy.[cita requerida] Mientras que Gamespot otorgó una calificación de 9.0/10. Here Comes the Pain fue calificado con un promedio de 86 puntos de Ranking en GameRankings convirtiéndose en el videojuego más exitoso de todas las versiones de los videojuegos de la saga SmackDown!.